# Anyelikí Gremu
Anyelikí Gremu (en griego: Αγγελική Γκρέμου; Ioánina, 20 de marzo de 1975) es una deportista griega que compitió en remo. Ganó dos medallas de bronce en el Campeonato Mundial de Remo, en los años 1998 y 2003.

## Palmarés internacional
| Campeonato Mundial | Campeonato Mundial | Campeonato Mundial | Campeonato Mundial     |
| Año                | Lugar              | Medalla            | Prueba                 |
| ------------------ | ------------------ | ------------------ | ---------------------- |
| 1998               | Colonia (Alemania) | Medalla de bronce  | Cuatro scull ligero    |
| 2003               | Milán (Italia)     | Medalla de bronce  | Dos sin timonel ligero |